# Општина Кундуакан (Табаско)
Кундуакан (шп. Cunduacán) општина је у Мексику у савезној држави Табаско. Општина се налази на надморској висини од 10 м.

## Становништво
Према подацима из 2010. у општини је живело 126416 становника.

### Хронологија
| Година       | 2000                   | 2005                   | 2010                   |
| ------------ | ---------------------- | ---------------------- | ---------------------- |
| Становништво | 104360 (51702 / 52658) | 112036 (55075 / 56961) | 126416 (62368 / 64048) |

### Попис
| \| \| м \| \| \| ж \| \| 0—2 \| 4.145 \| \| \| 3.944 \| \| 3—5 \| 4.243 \| \| \| 4.079 \| \| 6—11 \| 8.162 \| \| \| 7.910 \| \| 12—14 \| 3.826 \| \| \| 3.749 \| \| 15—17 \| 3.869 \| \| \| 3.915 \| \| 18—24 \| 8.012 \| \| \| 8.537 \| \| 60+ \| 4.616 \| \| \| 4.679 \| \| Просек : \| 27,5 \| \| \| 28,1 \| |       |  |  |       |
| |       |  |  |       |
| | м     |  |  | ж     |
| 0—2 | 4.145 |  |  | 3.944 |
| 3—5 | 4.243 |  |  | 4.079 |
| 6—11 | 8.162 |  |  | 7.910 |
| 12—14 | 3.826 |  |  | 3.749 |
| 15—17 | 3.869 |  |  | 3.915 |
| 18—24 | 8.012 |  |  | 8.537 |
| 60+ | 4.616 |  |  | 4.679 |
| Просек : | 27,5  |  |  | 28,1  |

| #   | Индикатор                                                                                        | Вредност |
| --- | ------------------------------------------------------------------------------------------------ | -------- |
| 1   | Становништво од 0 до 2 године                                                                    | 8089     |
| 2   | Мушко становништво од 0 до 2 године                                                              | 4145     |
| 3   | Женско становништво од 0 до 2 године                                                             | 3944     |
| 4   | Становништво са 3 и више година                                                                  | 118203   |
| 5   | Мушко становништво са 3 и више година                                                            | 58161    |
| 6   | Женско становништво са 3 и више година                                                           | 60042    |
| 7   | Становништво са 5 и више година                                                                  | 112589   |
| 8   | Мушко становништво са 5 и више година                                                            | 55301    |
| 9   | Женско становништво са 5 и више година                                                           | 57288    |
| 10  | Становништво са 12 и више година                                                                 | 93809    |
| 11  | Мушко становништво са 12 и више година                                                           | 45756    |
| 12  | Женско становништво са 12 и више година                                                          | 48053    |
| 13  | Становништво са 15 и више година                                                                 | 86234    |
| 14  | Мушко становништво са 15 и више година                                                           | 41930    |
| 15  | Женско становништво са 15 и више година                                                          | 44304    |
| 16  | Становништво са 18 и више година                                                                 | 78450    |
| 17  | Мушко становништво са 18 и више година                                                           | 38061    |
| 18  | Женско становништво са 18 и више година                                                          | 40389    |
| 19  | Становништво од 3 до 5 година                                                                    | 8322     |
| 20  | Мушко становништво од 3 до 5 година                                                              | 4243     |
| 21  | Женско становништво од 3 до 5 година                                                             | 4079     |
| 22  | Становништво од 6 до 11 година                                                                   | 16072    |
| 23  | Мушко становништво од 6 до 11 година                                                             | 8162     |
| 24  | Женско становништво од 6 до 11 година                                                            | 7910     |
| 25  | Становништво од 8 до 14 година                                                                   | 18404    |
| 26  | Мушко становништво од 8 до 14 година                                                             | 9295     |
| 27  | Женско становништво од 8 до 14 година                                                            | 9109     |
| 28  | Становништво од 12 до 14 година                                                                  | 7575     |
| 29  | Мушко становништво од 12 до 14 година                                                            | 3826     |
| 30  | Женско становништво од 12 до 14 година                                                           | 3749     |
| 31  | Становништво од 15 до 17 година                                                                  | 7784     |
| 32  | Мушко становништво од 15 до 17 година                                                            | 3869     |
| 33  | Женско становништво од 15 до 17 година                                                           | 3915     |
| 34  | Становништво од 18 до 24 године                                                                  | 16549    |
| 35  | Мушко становништво од 18 до 24 године                                                            | 8012     |
| 36  | Женско становништво од 18 до 24 године                                                           | 8537     |
| 37  | Женско становништво од 15 до 49 година                                                           | 35142    |
| 38  | Становништво са 60 и више година                                                                 | 9295     |
| 39  | Мушко становништво са 60 и више година                                                           | 4616     |
| 40  | Женско становништво са 60 и више година                                                          | 4679     |
| 41  | Однос између мушкараца и жена                                                                    | 97.38    |
| 42  | Становништво од нуле до 14 година                                                                | 40058    |
| 43  | Становништво од 15 до 64 године                                                                  | 79577    |
| 44  | Становништво од 65 година и више                                                                 | 6657     |
| 45  | Просечан број деце                                                                               | 2.53     |
| 46  | Становништво рођено у ентитету                                                                   | 121427   |
| 47  | Мушко становништво рођено у ентитету                                                             | 59788    |
| 48  | Женско становништво рођено у ентитету                                                            | 61639    |
| 49  | Становништво рођено у другом ентитету                                                            | 4479     |
| 50  | Мушко становништво рођено у другом ентитету                                                      | 2340     |
| 51  | Женско становништво рођено у другом ентитету                                                     | 2139     |
| 52  | Становништво од 5 година и више резидентно у ентитету у јуну 2005. године                        | 110244   |
| 53  | Мушко становништво старосног доба од 5 година и више, резидентно у ентитету у јуну 2005. године  | 54032    |
| 54  | Женско становништво старосног доба од 5 и више година, резидентно у ентитету у јуну 2005. године | 56212    |
| 55  | Становништво од 5 година и више које је живело у другом ентитету у јуну 2005. године             | 1625     |
| 56  | Мушко становништво старије од 5 година које је живело у другом ентитету у јуну 2005. године      | 856      |
| 57  | Женско становништво старије од 5 година које је живело у другом ентитету у јуну 2005. године     | 769      |
| 58  | Становништво од 3 године и више које говори аутохтони језик                                      | 297      |
| 59  | Мушко становништво старо 3 године и више које говори аутохтони језик                             | 168      |
| 60  | Женско становништво старо 3 године и више које говори аутохтони језик                            | 129      |
| 61  | Становништво од 3 године и више које говори аутохтони језик и не говори шпански језик            | 4        |
| 62  | Мушко становништво старо 3 године и више које говори аутохтони језик и не говори шпански         | 2        |
| 63  | Женско становништво старо 3 године и више које говори аутохтони језик и не говори шпански језик  | 2        |
| 64  | Становништво старо 3 године и више које говори аутохтони језик и шпански                         | 163      |
| 65  | Мушко становништво старо 3 године и више које говори аутохтони језик и шпански                   | 93       |
| 66  | Женско становништво старо 3 године и више које говори аутохтони језик и шпански                  | 70       |
| 67  | Становништво од 5 година и више које говори аутохтони језик                                      | 288      |
| 68  | Становништво од 5 година и више које говори аутохтони језик и не говори шпански језик            | 3        |
| 69  | Становништво од 5 година и више које говори аутохтони језик и говори шпански језик               | 163      |
| 70  | Становништво у домородачким домаћинствима                                                        | 805      |
| 71  | Становништво са ограничењима у активностима                                                      | 5618     |
| 72  | Становништво са ограниченим ходањем или кретањем, горе или доле                                  | 2720     |
| 73  | Становници са ограничењима вида, чак и уз кориштење сочива                                       | 1945     |
| 74  | Становништво са ограничењима говора, комуникације или конверзације                               | 551      |
| 75  | Становништво са ограниченим слухом                                                               | 552      |
| 76  | Становништво са ограничењима при одевању, купању или јелу                                        | 297      |
| 77  | Становништво са ограничењима у опажању или учењу једноставних ствари                             | 256      |
| 78  | Становништво са менталним ограничењима                                                           | 559      |
| 79  | Становништво без ограничења активности                                                           | 120184   |
| 80  | Становништво од 3 до 5 година које не похађа школу                                               | 3142     |
| 81  | Мушко становништво од 3 до 5 година које не похађа школу                                         | 1620     |
| 82  | Женско становништво од 3 до 5 година које не похађа школу                                        | 1522     |
| 83  | Становништво од 6 до 11 година које не похађа школу                                              | 442      |
| 84  | Мушко становништво од 6 до 11 година које не похађа школу                                        | 240      |
| 85  | Женско становништво од 6 до 11 година које не похађа школу                                       | 202      |
| 86  | Становништво од 12 до 14 година које не похађа школу                                             | 680      |
| 87  | Мушко становништво од 12 до 14 година које не похађа школу                                       | 342      |
| 88  | Женско становништво од 12 до 14 година које не похађа школу                                      | 338      |
| 89  | Становништво од 15 до 17 година похађа школу                                                     | 5038     |
| 90  | Мушко становништво од 15 до 17 година похађа школу                                               | 2542     |
| 91  | Женско становништво између 15 и 17 година живота у школи                                         | 2496     |
| 92  | Становништво од 18 до 24 године похађа школу                                                     | 3676     |
| 93  | Мушко становништво од 18 до 24 године похађа школу                                               | 1821     |
| 94  | Женско становништво од 18 до 24 године похађа школу                                              | 1855     |
| 95  | Становништво од 8 до 14 година које не може да чита и пише                                       | 915      |
| 96  | Мушко становништво старосног доба од 8 до 14 година које не може да чита и пише                  | 556      |
| 97  | Женско становништво старосног доби од 8 до 14 година које не може да чита и пише                 | 359      |
| 98  | Становништво од 15 година и више које је неписмено                                               | 6675     |
| 99  | Мушко становништво од 15 година и више које је неписмено                                         | 2595     |
| 100 | Женско становништво од 15 година и више које је неписмено                                        | 4080     |
| 101 | Становништво старо 15 и више година без школовања                                                | 5402     |
| 102 | Мушко становништво старо 15 и више година без школовања                                          | 2130     |
| 103 | Женско становништво старо 15 и више година без школовања                                         | 3272     |
| 104 | Становништво старосног доба 15 и више година са непотпуним основним образовањем                  | 16939    |
| 105 | Мушко становништво старосног доба од 15 година и више са непотпуном основним образовањем         | 7947     |
| 106 | Женско становништво старосног доба 15 и више година са непотпуном основним образовањем           | 8992     |
| 107 | Становништво старо 15 и више година са комплетним основним образовањем                           | 13955    |
| 108 | Мушко становништво старо 15 година и више са комплетним основним образовањем                     | 6397     |
| 109 | Женско становништво старо 15 и више година са комплетним основним образовањем                    | 7558     |
| 110 | Становништво старосног доба 15 и више година са непотпуним средњим образовањем                   | 4030     |
| 111 | Мушко становништво старосног доба од 15 година и више са непотпуним средњим образовањем          | 2137     |
| 112 | Женско становништво старосног доба од 15 година и више са непотпуним средњим образовањем         | 1893     |
| 113 | Становништво старо 15 и више година са пуним секундарном образовањем                             | 22260    |
| 114 | Мушко становништво старосног доба од 15 година и више са пуним секундарном образовањем           | 11107    |
| 115 | Женско становништво старосног доба од 15 година и више са пуним секундарном образовањем          | 11153    |
| 116 | Становништво старије од 18 година са постосновним образовањем                                    | 21136    |
| 117 | Мушко становништво старије од 18 година са постосновним образовањем                              | 11031    |
| 118 | Женско становништво старије од 18 година са постосновним образовањем                             | 10105    |
| 119 | Просечна оцена школовања                                                                         | 7.77     |
| 120 | Просечан ниво образовања мушке популације                                                        | 8.02     |
| 121 | Просечан ниво образовања женског становништва                                                    | 7.53     |
| 122 | Економски активно становништво                                                                   | 43501    |
| 123 | Економски активна мушка популација                                                               | 35234    |
| 124 | Економски активна женска популација                                                              | 8267     |
| 125 | Становништво које није економски активно                                                         | 49803    |
| 126 | Мушко становништво које није економски активно                                                   | 10191    |
| 127 | Женско становништво које није економски активно                                                  | 39612    |
| 128 | Запослено становништво                                                                           | 40761    |
| 129 | Запослено мушко становништво                                                                     | 32764    |
| 130 | Запослено женско становништво                                                                    | 7997     |
| 131 | Незапослена популација                                                                           | 2740     |
| 132 | Незапослена мушка популација                                                                     | 2470     |
| 133 | Незапослена женска популација                                                                    | 270      |
| 134 | Становништво без права на здравствене услуге                                                     | 38047    |
| 135 | Становништво које има право на здравствене услуге                                                | 88084    |
| 136 | Становништво које има право на ИМСС                                                              | 10448    |
| 137 | Становништво које има право на социјално осигурање                                               | 3771     |
| 138 | Становништво које има право на државно социјално осигурање                                       | 4838     |
| 139 | Становништво које има право на опште осигурање или здравствено осигурање за нову генерацију      | 64852    |
| 140 | Становништво које је било једном или није било у браку током 12 година и више                    | 30212    |
| 141 | Венчано или уједињено становништво од 12 година и више                                           | 54632    |
| 142 | Становништво које је било у браку или уједињено 12 година и више                                 | 8883     |
| 143 | Становништво са католичком религијом                                                             | 68170    |
| 144 | Протестанти, еванђелисти и библијски следбеници различити од еванђелиста                         | 37053    |
| 145 | Становништво са другим религијама различитим од претходних                                       | 65       |
| 146 | Становништво без религије                                                                        | 19989    |
| 147 | Укупно пописаних домаћинства                                                                     | 31324    |
| 148 | Пописна домаћинства на челу са мушкарцима                                                        | 24610    |
| 149 | Пописна домаћинства на челу са женама                                                            | 6714     |
| 150 | Становништво у пописним домаћинствима                                                            | 126275   |
| 151 | Становништво у пописним домаћинствима на челу са мушкарцима                                      | 102827   |
| 152 | Становништво у пописним домаћинствима на челу са женама                                          | 23448    |
| 153 | Укупно домаћинстава                                                                              | 34676    |
| 154 | Укупно насељених домаћинстава                                                                    | 31358    |
| 155 | Укупно приватних кућа                                                                            | 34642    |
| 156 | Насељени приватни домови                                                                         | 31324    |
| 157 | Укупно насељених приватних кућа                                                                  | 31356    |
| 158 | Ненасељене приватне куће                                                                         | 2602     |
| 159 | Појединачна домаћинства за привремену употребу                                                   | 716      |
| 160 | Становници у насељеним приватним кућама                                                          | 126275   |
| 161 | Насељеност станара у приватним становима                                                         | 4.03     |
| 162 | Просечно становника по соби у приватним насељеним домаћинствима                                  | 1.13     |
| 163 | Појединачна домаћинства са подовима од различитих материјала од земље                            | 28645    |
| 164 | Појединачна домаћинства у приземљу                                                               | 2581     |
| 165 | Појединачна домаћинства са једном спаваћом собом                                                 | 12442    |
| 166 | Појединачна домаћинства са две спаваће собе и више                                               | 18823    |
| 167 | Појединачна домаћинства са једним собом                                                          | 3219     |
| 168 | Појединачна домаћинства са две собе                                                              | 3785     |
| 169 | Појединачна домаћинства са 3 собе и више                                                         | 24233    |
| 170 | Појединачна домаћинства која имају електрично светло                                             | 30868    |
| 171 | Појединачна домаћинства која немају електрично светло                                            | 400      |
| 172 | Појединачна домаћинства која имају водоводну воду у стамбеном простору                           | 16543    |
| 173 | Појединачна домаћинства која немају водоводну воду у стамбеном простору                          | 14634    |
| 174 | Појединачна домаћинства која имају тоалет                                                        | 29505    |
| 175 | Појединачна домаћинства која имају канализацију                                                  | 29190    |
| 176 | Појединачна домаћинства која немају канализацију                                                 | 1956     |
| 177 | Појединачна домаћинства која имају електрично светло, довод воде из јавне мреже и канализацију   | 15728    |
| 178 | Појединачна домаћинства без икаквих услова                                                       | 1281     |
| 179 | Појединачна домаћинства која имају радио                                                         | 18715    |
| 180 | Појединачна домаћинства која имају телевизор                                                     | 27657    |
| 181 | Појединачна домаћинства која имају фрижидер                                                      | 24775    |
| 182 | Појединачна домаћинства која имају машину за веш                                                 | 20113    |
| 183 | Појединачна домаћинства која имају аутомобил или комби                                           | 6737     |
| 184 | Појединачна домаћинства која имају рачунар                                                       | 3639     |
| 185 | Појединачна домаћинства која имају фиксну телефонску линију                                      | 3880     |
| 186 | Појединачна домаћинства која имају мобилни телефон                                               | 17558    |
| 187 | Појединачна домаћинства која имају приступ интернету                                             | 1345     |